# Tõnu Pullerits
Tõnu Pullerits, född 1962 i Estland, är en estnisk fysiker. Han tog 1986 examen i fasta tillståndets fysik vid Tartu universitet, och doktorerade 1991. Efter att ha varit postdoc vid Vrije Universiteit Amsterdam och Umeå universitet har han sedan 1994 varit verksam vid Lunds universitet där han sedan 2008 är professor i kemisk fysik. Hans son gjorde 2010 ett projektarbete på kemicentrum, där Tõnu också är verksam, vilket behandlade riskbedömning av nanopartiklar under forskaren Tommy Cedervall.

### Webbkällor
- Monash University (engelska)